# Tihomilj Nikolić
Tihomilj Nikolić (en cirílico serbio: Тихомиљ Николић) también apodado Teša fue un general serbio y director de la Academia Militar de Belgrado. Sucedió al ministro de Defensa Kosta Protić en agosto de 1875.

## Biografía
Según una fuente, el popular Teša nació en Banat, en el suburbio Bečej de Vranjevo, en 1827. Eso fue tres años antes de que la familia se mudara a Serbia. El abuelo, profesor, permaneció viviendo en Bečej, y el padre Jovan Nikolić (n. 1805) después de terminar sus estudios de filosofía en Szeged, buscó fortuna en 1830 en el principado serbio. Primero fue profesor en una escuela primaria y luego protocolo (secretario) del príncipe Miloš Obrenović en Kragujevac. El capaz banatiano avanzó, pasando del cargo de secretario del Ministerio del Interior, al cargo de director del mismo (hasta 1842). Tras la caída de Obrenović, perdió sus puestos e incluso abandonó Serbia. Regresó en 1847 para ser profesor en la escuela secundaria de Negotin y murió allí en Negotin en 1853.
Tihomilj o Teša fue el oficial más popular y famoso del ejército serbio de su siglo. Por su carácter válido; su sinceridad, altruismo y amabilidad le valieron una gran simpatía entre el pueblo serbio.
Según otra fuente, nació en Kragujevac, donde asistió a la escuela primaria. Se graduó en el departamento de filosofía del gimnasio y en la Academia Militar de Belgrado y se formó como teniente de artillería en Bélgica. Allí se graduó en la Academia Militar, luego llamada "Escuela Superior de Artillería". Como cadete estatal, continuó su formación (artillería) en el extranjero, en Bélgica, Francia y Alemania. Después de regresar a Serbia, se unió al ejército como comandante de artillería en Užice. En 1858, fue elegido profesor en la Academia Militar de Belgrado y ascendido al rango de mayor, al mando de una batería. Posteriormente, con el grado de teniente coronel, fue compañero personal del príncipe Milan Obrenović. En 1873, estuvo al mando de la guarnición de Belgrado como coronel.
Fue el comandante del ejército permanente en 1874, y en 1875, con el inicio del Levantamiento de Herzegovina, cayó el gobierno de Danilo Stefanović, en el que era Ministro de Guerra. Luego, hasta 1876, fue Ministro de Guerra en el gobierno de Stevča Mihajlović-Ristic. Posteriormente sirvió como ministro en el último gobierno de Kaljević (1882-1883). Era un hombre de confianza general, que presentaba sus puntos de vista con criterio y se ganaba fácilmente a los oyentes. Durante su época, se hicieron preparativos para la Primera Guerra con los turcos, que terminó bajo su mando. En la Segunda Guerra serbo-turca fue el comandante del ejército ibérico, que destacaba en Javor.
Se distinguió como un competente comisionado real durante la supresión de los llamados Timosky.
Estaba casado con Jermila, divorciada (de Nikola Čupić), hija de Gospodar Jovan Obrenović. La asociación con los Obrenovic le ayudó a ascender al rango de general durante esa dinastía.
Teša es el primer presidente de la Primera Sociedad de Gimnasia y Lucha Libre de Belgrado.

## Condecoraciones

### Condecoraciones domésticas
- Orden de la Cruz de Takovo, 1er orden

- Orden de Takov Cruz con espadas, 1.a clase

- Orden del Águila Blanca, 3er orden

- Monumento a la guerra de liberación e independencia 1876-1878

- Medalla del Reino Restaurado

### Condecoraciones extranjeras
- Orden de Francisco José Primera Orden, Austria-Hungría

- Orden de la Corona de Hierro, 3.a clase, Austria-Hungría

- Orden del Santo Salvador, 2.ª orden, Grecia

- Orden de la Corona, 1ª clase, Rumania

- Orden de San Estanislao, 2.ª Orden, Rusia

- Orden de Medjedi 2da Orden, Turquía

- Medalla de la Cruz Roja, Bélgica